# Brunettia albifrons
Brunettia albifrons és una espècie d'insecte dípter pertanyent a la família dels psicòdids que es troba a Austràlia: Queensland.